# 캐논 기관

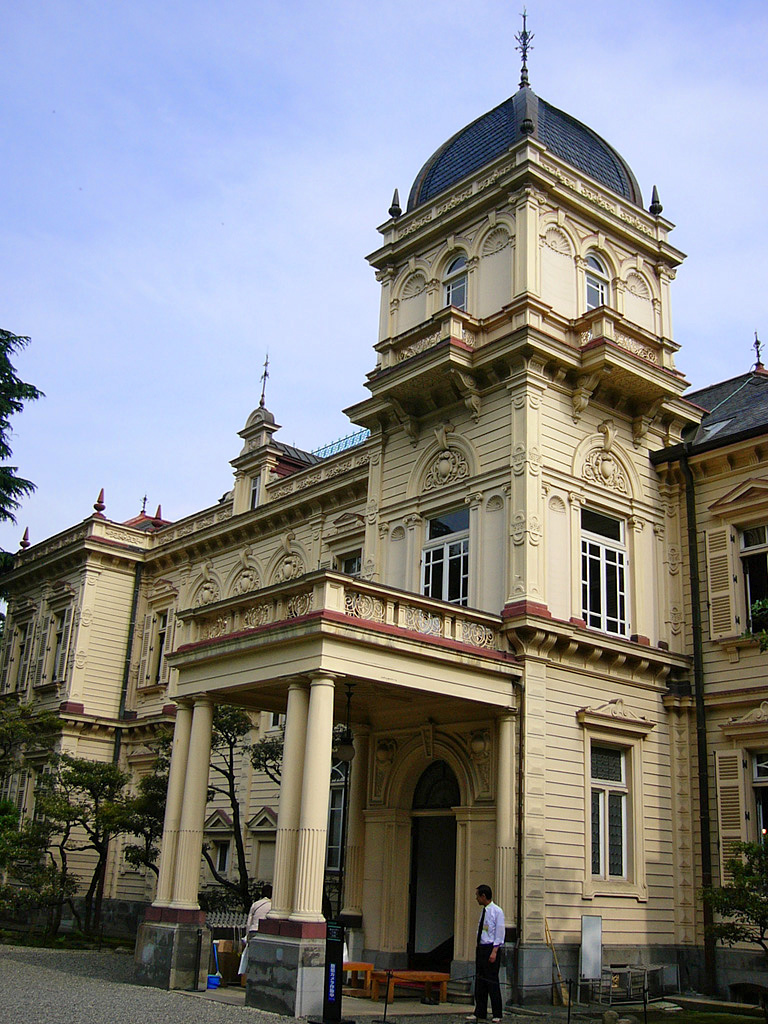
캐논 기관이 위치해 있던 구 이와사키 별택.

캐논 기관(영어: the Canon Unit, 일본어: キャノン機関)은 GHQ 점령기 일본에 존재했던 GHQ 참모 제2부(일명 G2) 직할의 비밀 첩보기관이다. 명칭은 사령관이었던 잭 Y. 캐논(Jack Y. Canon) 육군 소령(후에 중령으로 승진)의 이름에서 유래했지만, 이것은 당시 미군정 측의 공식 명칭이 아니고, 후에 일본 매스컴이 붙인 이름이다. 제트 기관(Z機関, Z-Unit), 혼고 기관(本郷機関)이라고도 불렸다.

## 개요
태평양 전쟁 종전 후, 캐논 소령은 미군정의 정보 부문을 총괄하는 G2에 정보장교로서 참가한다. 그 유능함을 높이 산 G2 부장 찰스 윌러비(Charles Andrew Willoughby, 계급 소장)가 점령정책을 실시하는 데에 있어 정보 수집을 위해 1949년(쇼와 24년)에 은밀하게 캐논을 우두머리로 하는 조직을 만들었다.
혼고(本郷)의 구 이와사키 별택에 본부를 마련한 캐논은 26명의 멤버를 조직했다. 그 외에도 다수의 공작원을 거느려, 柿の木坂機関、矢板機関、日高機関 등의 일본인 공작원 조직을 산하에 두고 있었다. 이 당시는 이미 미국과 소련의 대립이 표면화되고 있던 상태였고, 주로 북한 관련 정보의 수집이나 소련의 스파이 적발을 담당했다고 한다. 그 뒤, 미군정 민정국(일명 GS)와의 정쟁에서 승리한 G2는 캐논 기관을 일본 공산주의 세력 박멸에도 이용했다.
1951년(쇼와 26년), 캐논 기관은 작가 카지 와타루(鹿地亘)를 유괴한 뒤, 장기간에 걸쳐 감금하고 미국의 스파이가 될 것을 요구하며 고문하는 카지 와타루 사건을 일으킨다. 다음 해인 1952년에 카지가 풀려나고 사건이 드러났지만, 이때 캐논은 이미 해임되어 귀국하고 있었다. 이 사건으로 캐논 기관의 이름이 알려지게 되고, 1949년에 있었던 일본국유철도 3대 미제 사건(시모야마 사건·미타카 사건·마쓰카와 사건)과의 관련성도 의심받게 되었다.
카지 사건의 공작 실패로 캐논 기관은 소멸했고, 캐논은 귀국해서 CIA에 잠깐 몸담았다가 헌병대 교관으로 전직해 첩보활동에서 손을 씼었다. 그 뒤로 자택 차고에서 고위력의 대인 탄약을 개발하는 등 실업가로서도 활약했지만, 1981년에 텍사스 주의 자택 차고에서 가슴에 총알 두 발을 맞고 죽은 채로 발견되었다. 자살인지 타살인지는 불분명하다. 향년 66세였다.

## 대중매체
나카자와 케이지의 《맨발의 겐》(はだしのゲン) 7권에서 미군정을 비방하는 일본인들을 납치, 고문하여 세뇌하고 한반도에 공작원으로 파견하는 모습으로 묘사된다. 주인공 겐 일행은 미군정을 비난하는 찌라시를 돌리다가 캐논 기관에 끌려가는데, 미친 척 해서 풀려난다.
《맨발의 겐》에서 묘사한 캐논 기관의 고문행각은 다음과 같다. 마약 주사, 태형, 칼로 긋기, 철제 침대에 쇠사슬로 손발 묶기(이것은 카지 와타루가 당한 고문이기도 하다), 불고문, 전기 고문, 물고문 등. 카지 사건은 빙산의 일각으로, 캐논 기관 본부에서만도 수백 명의 일본인들이 감금되어 쥐도 새도 모르게 사라졌다.
한국의 반공영화 《캐논청진공작》에서는 한국 전쟁 당시 미군 정보장교가 북한군에 포로로 잡히자 구출 작전을 수행하는 것으로 묘사되었다.

## 관련 서적
- 마쓰모토 세이초(松本清張) 저, 《일본의 검은 안개》(日本の黒い霧), 분슌분코(文春文庫) 발행.
- 하타케야마 키요유키(畠山清行) 저, 《캐논 기관》(キャノン機関), 1971년 토쿠마 쇼텐(徳間書店) 발행. 《아무 것도 몰랐던 일본인―전후 모략 사건의 진상》(何も知らなかった日本人―戦後謀略事件の真相), 2007년 쇼덴샤분코(祥伝社) 발행. ISBN 9784396333676
- 사이토 슈코(斎藤充功) 저, 《육군 나카노 학교의 진실―첩보원들의 전후》(陸軍中野学校の真実　諜報員たちの戦後), 2005년 카도카와 쇼텐(角川書店), 2008년 도문코(同文庫) 발행.
- 延禎 저, 《캐논 기관에서의 증언》(キャノン機関からの証言), 1973년 반초쇼보(番町書房) 발행.

## 같이 보기
- 카지 와타루 사건
- 맨발의 겐
- 시모야마 사건
- 마쓰카와 사건